# Скрейн, Эд
Э́двард Джордж (Эд) Скрейн (англ. Edward George "Ed" Skrein, род. 29 марта 1983, Камден, Большой Лондон) — британский актёр и рэпер. Наиболее известен по роли Даарио Нахариса в третьем сезоне телесериала «Игра престолов». Также сыграл Фрэнка Мартина в фильме «Перевозчик: Наследие» (2015), Аякса в фильме «Дэдпул» (2016) и Запана в фильме «Алита: Боевой ангел» (2019).

## Ранняя жизнь и образование
Родился в Камдене, боро Лондона; рос в родном боро, а также в других — Харинги и Ислингтон. Имеет еврейско-австрийские и английские корни. Окончил Центральный колледж искусства и дизайна имени Святого Мартина, где получил диплом бакалавра с отличием.

## Карьера
Появился в фильме «Неблагоприятные кварталы» и сыграл роль Даарио Нахариса в третьем сезоне телесериала «Игра престолов». Покинул шоу, чтобы сыграть главную роль Фрэнка Мартина в фильме «Перевозчик: Наследие». В 2015 году снялся в роли антагониста Аякса в фильме «Дэдпул».
Скрейн также профессионально занимается музыкой. В 2004 году он выпустил EP с тремя треками на лейбле Dented Records. В 2007 году он выпустил свой первый альбом под названием «The Eat Up». Он сотрудничал с различными исполнителями, включая Foreign Beggars, Asian Dub Foundation, Plan B и др. Позднее в том же году Скрейн выпустил совместный EP «Pre-Emptive Nostalgia» с группой A State of Mind. В 2009 году Скрейн совместно с рэпером Dr Syntax выпустил альбом «Scene Stealers» под именем Skreintax.

## Личная жизнь
Имеет сына 2011 года рождения; личность матери актёр не раскрывает. В 2023 году в интервью по поводу выхода своего нового фильма «Мятежная Луна: Дитя огня» сообщил, что у него трое сыновей.
С пятнадцати лет работал тренером по плаванию для местного сообщества.

## Фильмография
| Год  |     | Русское название                   | Оригинальное название                  | Роль                               |
| ---- | --- | ---------------------------------- | -------------------------------------- | ---------------------------------- |
| 2012 | ф   | Свинтус                            | Piggy                                  | Джейми                             |
| 2012 | ф   | Неблагоприятные кварталы           | Ill Manors                             | Эдвард «Эд» Ричардсон              |
| 2012 | ф   | Летучий отряд Скотланд-Ярда        | The Sweeney                            | Дэвид                              |
| 2013 | кор | Золотая рыбка                      | Goldfish                               | Винсент                            |
| 2013 | с   | Игра престолов                     | Game of Thrones                        | Даарио Нахарис                     |
| 2013 | с   | Туннель                            | The Tunnel                             | Энтони Уолш                        |
| 2014 | ф   | Викинги                            | Northmen: A Viking Saga                | Хьёрр                              |
| 2015 | ф   | Меч мести                          | Sword of Vengeance                     | Треден                             |
| 2015 | ф   | Дом тигра                          | Tiger House                            | Каллум                             |
| 2015 | ф   | Убей своих друзей                  | Kill Your Friends                      | Рент                               |
| 2015 | ф   | Перевозчик: Наследие               | The Transporter: Refueled              | Фрэнк Мартин мл.                   |
| 2016 | ф   | Дэдпул                             | Deadpool                               | Фрэнсис Фримен / Аякс              |
| 2016 | ф   | Топ-модель                         | The Model                              | Шейн Уайт                          |
| 2018 | ф   | Невидимка                          | In Darkness                            | Марк                               |
| 2018 | ф   | Патрик                             | Patrick                                | ветеринар                          |
| 2018 | ф   | Тау                                | Tau                                    | Алекс                              |
| 2018 | ф   | Если Бил-стрит могла бы заговорить | If Beale Street Could Talk             | офицер Белл                        |
| 2019 | ф   | Алита: Боевой ангел                | Alita: Battle Angel                    | Запан                              |
| 2019 | ф   | Рождённый стать королём            | Born a King                            | Филби                              |
| 2019 | ф   | Малефисента: Владычица тьмы        | Maleficent: Mistress of Evil           | Борра                              |
| 2019 | ф   | Мидуэй                             | Midway                                 | лейтенант Дик Бест                 |
| 2021 | ф   | Голая сингулярность                | Naked Singularity                      | Крейг                              |
| 2021 | ф   | Мона Лиза и кровавая луна          | Mona Lisa and the Blood Moon           | Фазз                               |
| 2022 | ф   | Я был знаменит                     | I Used to Be Famous                    | Винс                               |
| 2023 | с   | Весь невидимый нам свет            | All the Light We Cannot See            | оберштурмбаннфюрер Рудольф Зайдлер |
| 2023 | ф   | Мятежная Луна: Дитя огня           | Rebel Moon – Part One: A Child of Fire | адмирал Аттик Нобл                 |
| 2024 | ф   | Мятежная Луна: Оставляющая шрамы   | Rebel Moon – Part Two: The Scargiver   | адмирал Аттик Нобл                 |
| 2025 | ф   | Мир юрского периода: Возрождение   | Jurassic World Rebirth                 | Этуотер                            |